# Дицентра
Дице́нтра (лат. Dicéntra) — род однолетних и многолетних травянистых растений из подсемейства Дымянковые (Fumariaceae) семейства Маковые (Papaveraceae) порядка Лютикоцветные (Ranunculales). Растения этого рода знамениты своими оригинальными цветками в форме сердечек. В русскоязычной литературе род иногда встречается под синонимичным названием Диклитра (Diclytra).
Популярное садовое растение дицентра великолепная (Dicentra spectabilis) согласно современной классификации относится к монотипному роду Лампрокапнос и его правильное научное название — Lamprocapnos spectabilis.

## Описание, распространение
Листья дважды-трижды тройчатосложные.
Цветки имеют форму сердечка. Их окраска может быть всех оттенков от белого до красного, а также жёлтой.
Родина растения — Азия и Северная Америка. В европейской части России как одичавшее растение иногда встречается Дицентра великолепная (Dicentra spectabilis), или «разбитое сердце».

## Дицентра в культуре
Все виды довольно морозоустойчивы. Предпочитают хорошо дренированную влажную почву, богатую гумусом; лучше всего растут в негустой тени.
Дицентру выращивают и как комнатное растение.

## Виды
По данным The Plant List, род Дицентра включает около 8 видов:
- Dicentra canadensis (Goldie) Walp. — Дицентра канадская
- Dicentra cucullaria (L.) Bernh. typus — Дицентра клобучковая
- Dicentra eximia (Ker Gawl.) Torr. — Дицентра исключительная, или Дицентра превосходная
- Dicentra formosa (Haw.) Walp. — Дицентра красивая
- Dicentra nevadensis Eastw.
- Dicentra pauciflora S.Wats.
- Dicentra peregrina (Rudolphi) Makino
- Dicentra uniflora Kellogg — Дицентра одноцветковая

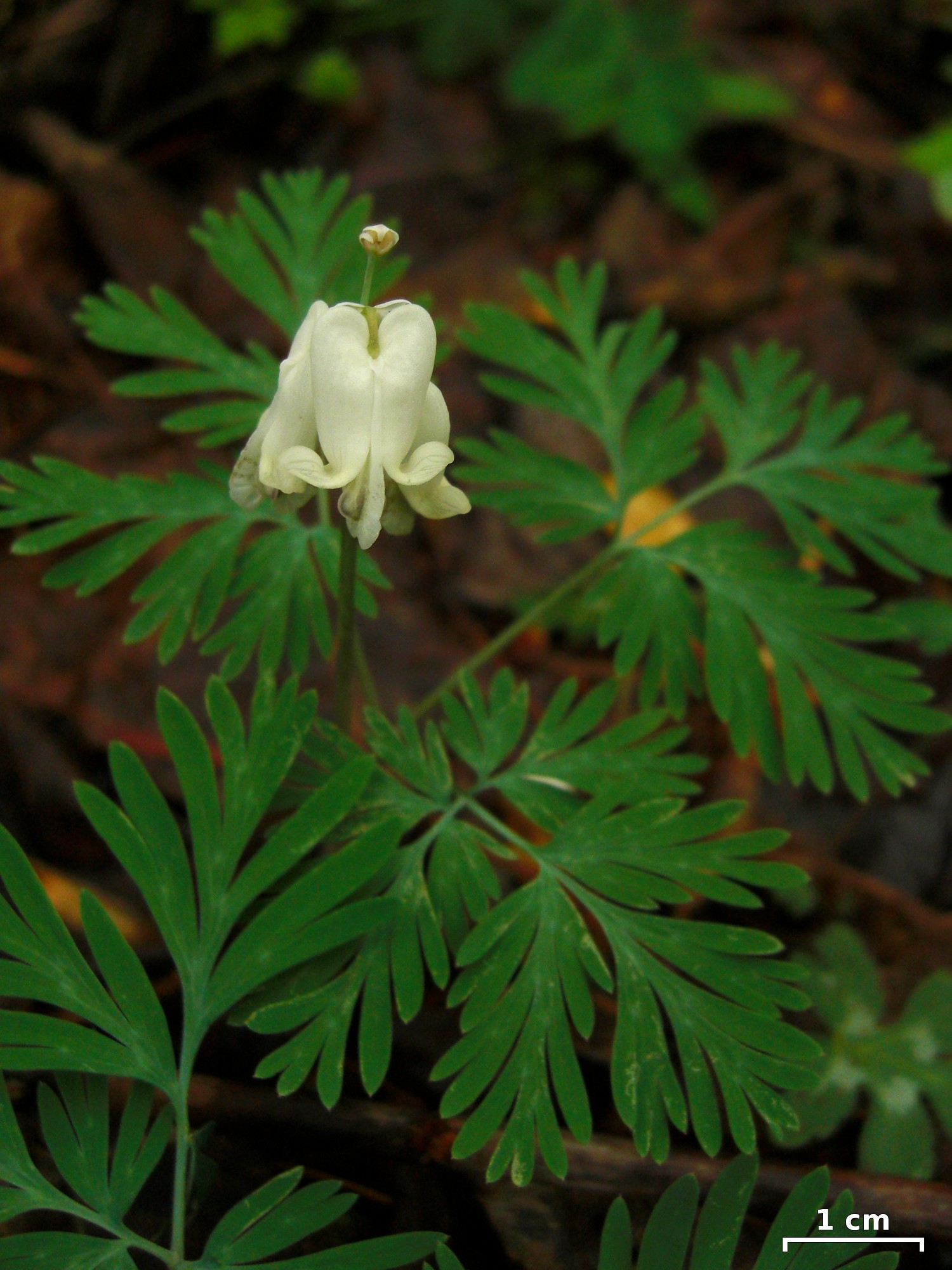
Dicentra canadensis
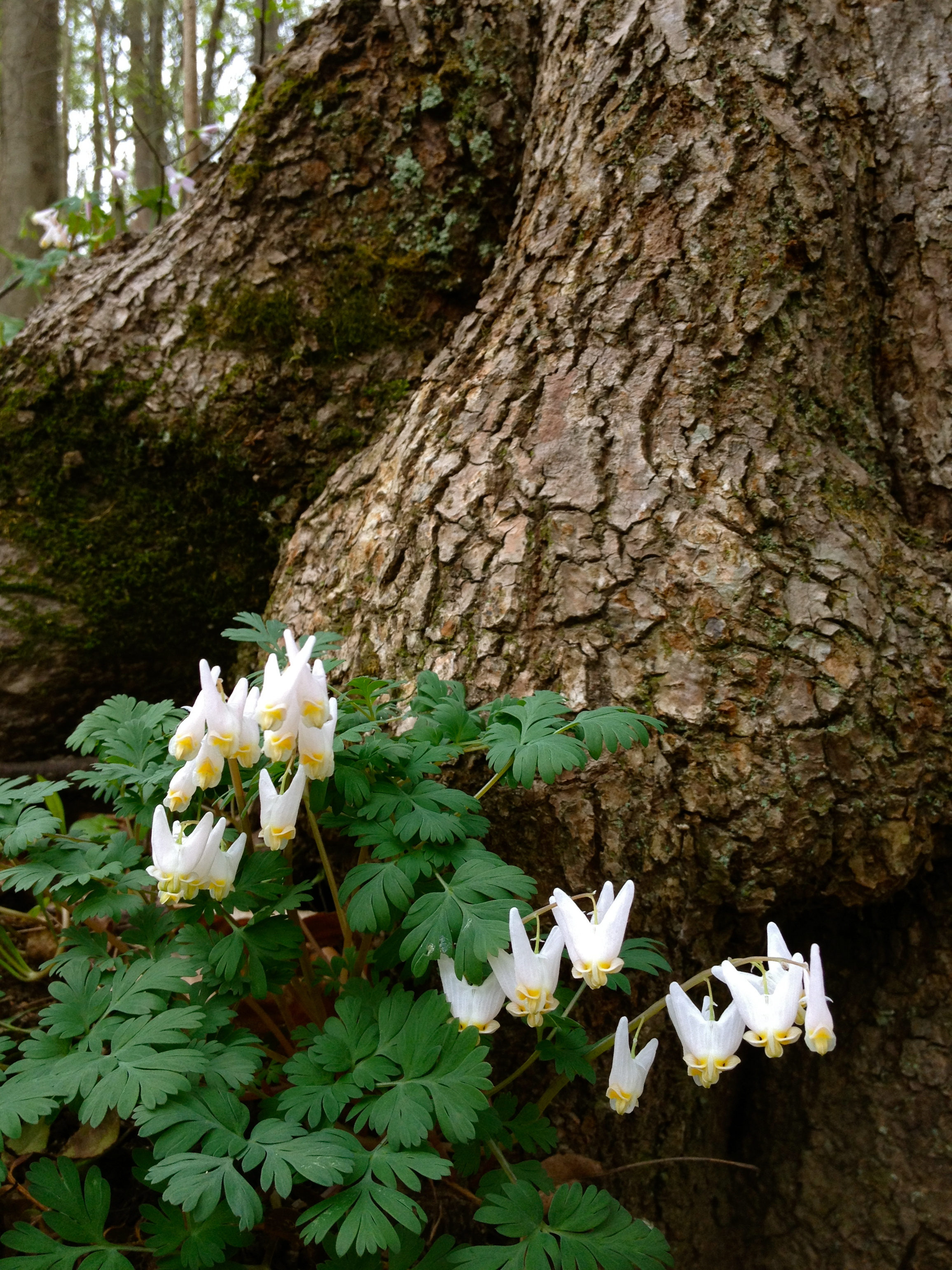
Dicentra cucullaria
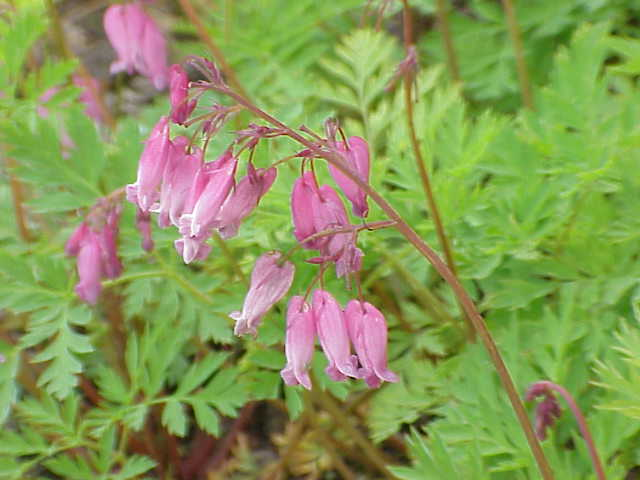
Dicentra eximia
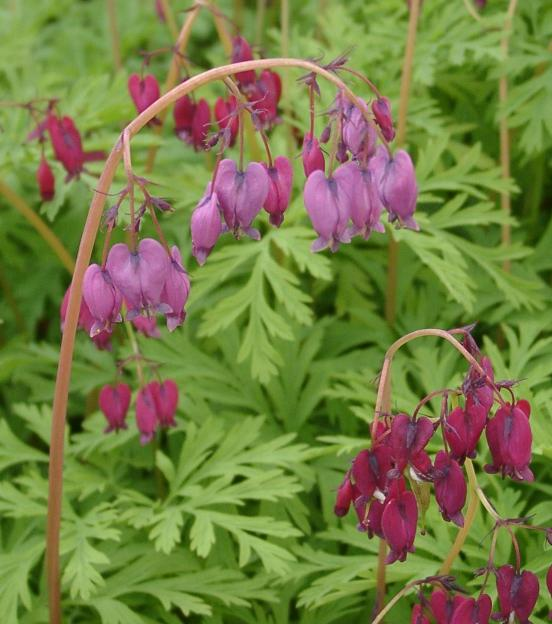
Dicentra formosa
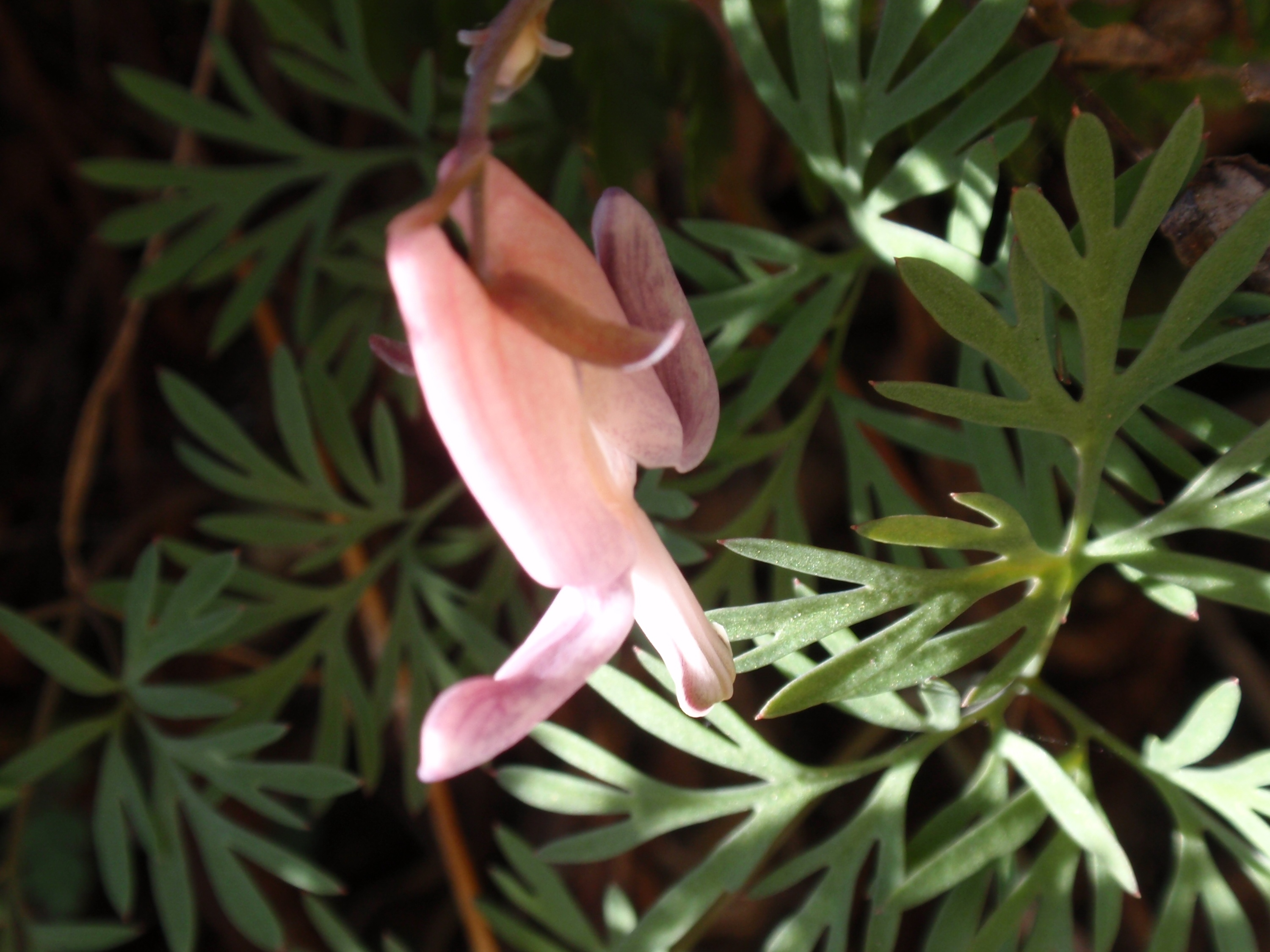
Dicentra pauciflora
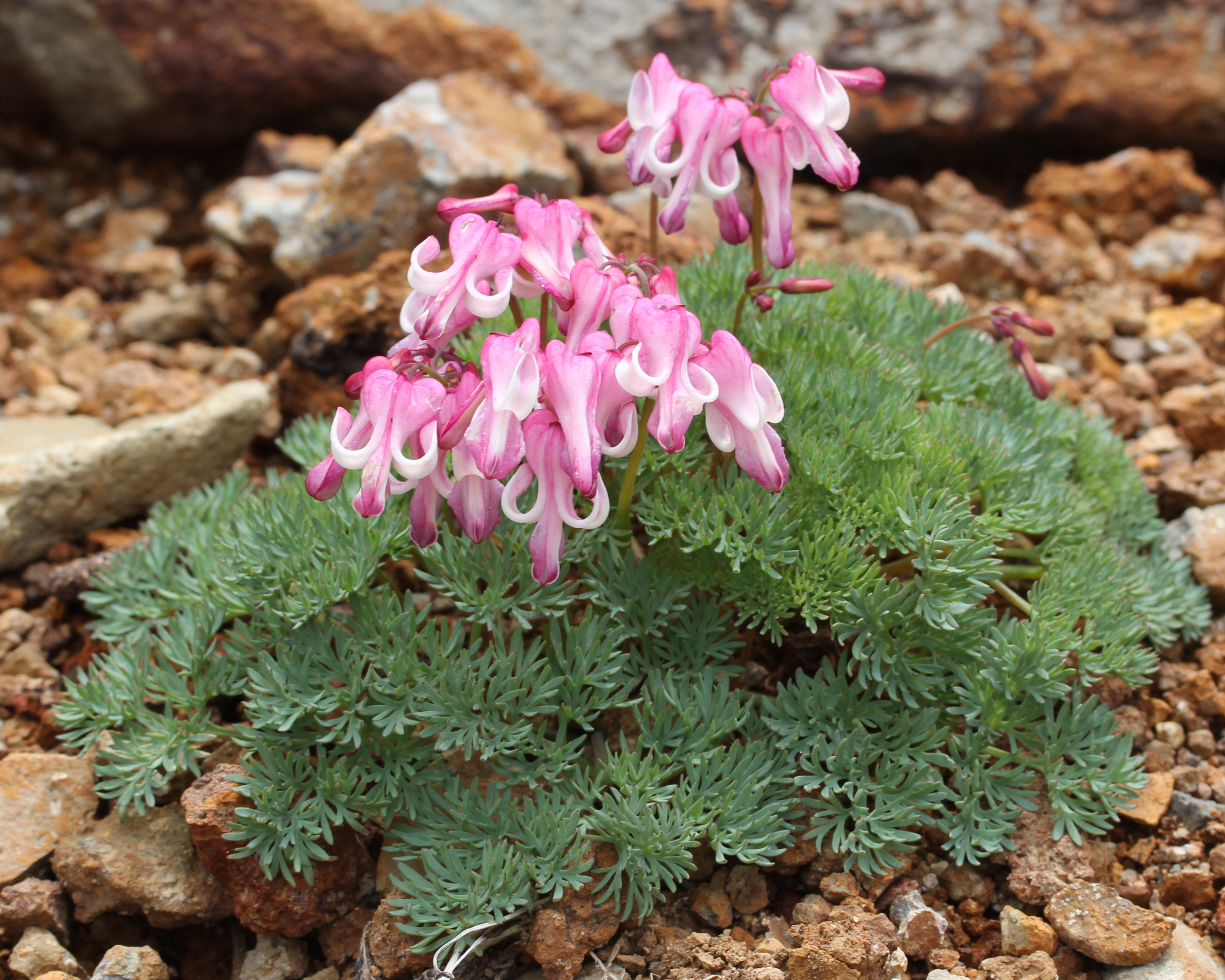
Dicentra peregrina
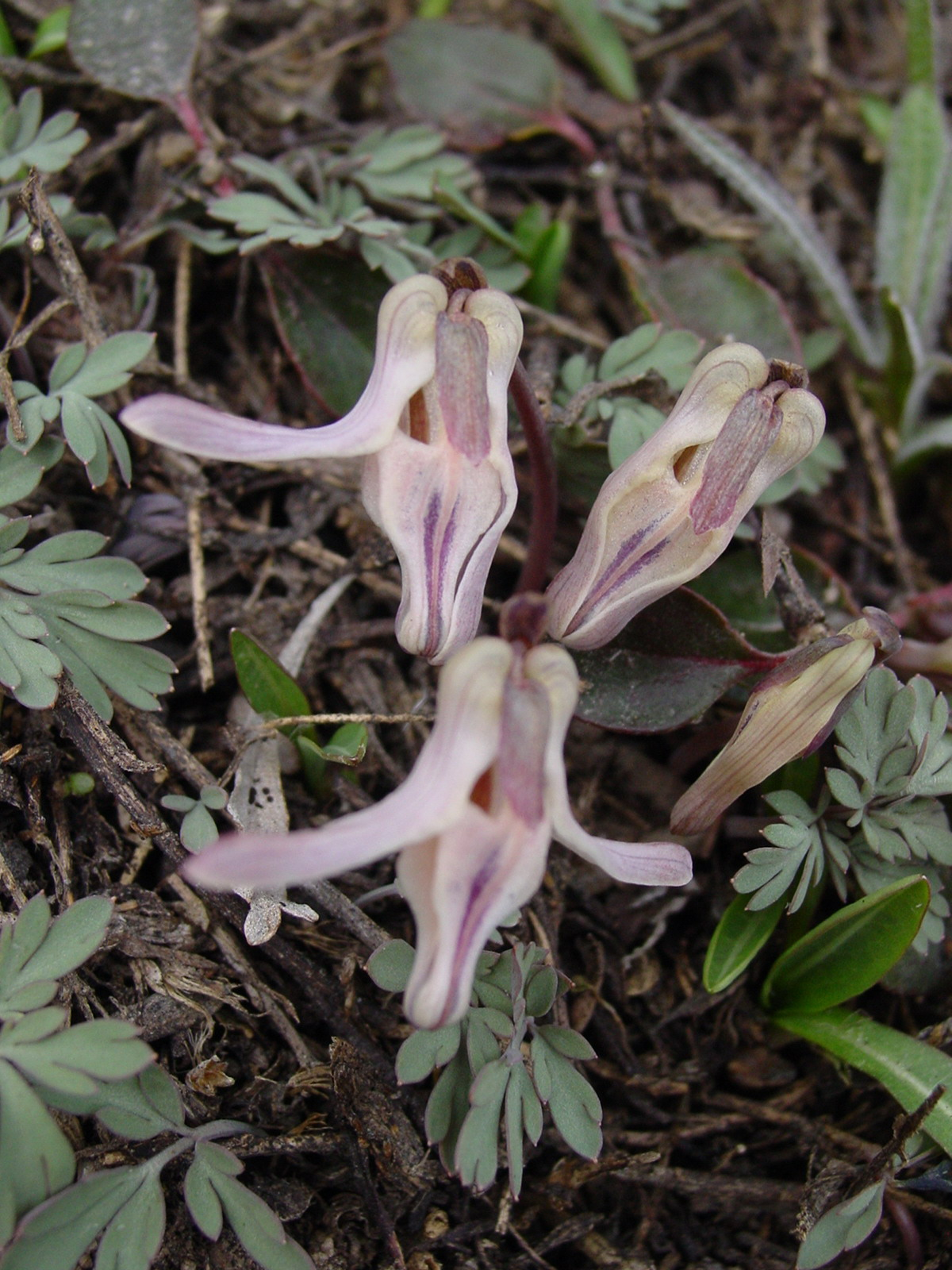
Dicentra uniflora
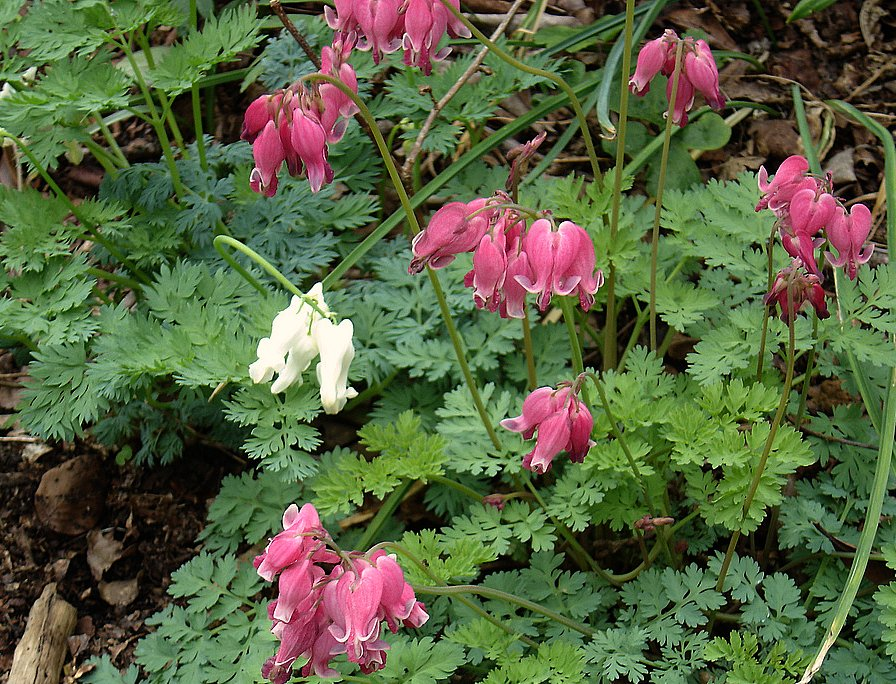
Dicentra hybrids (Two hybrids: Dicentra 'King of Hearts' (deep pink) and 'Ivory Hearts' (white)

## Сорта
- 'King of Hearts' (syn. Dicentra formosa 'King of Hearts'). Сорт гибридного происхождения, создан в результате скрещивания трёх видов: Dicentra peregrina, Dicentra formosa subsp. oregana и Dicentra eximia. Куст плотный, высотой 15—25 см, шириной 30—40 см. Листва голубовато-зелёная, или серо-зелёная. Цветки расположены над листвой, стерильные, насыщенно-красно-розовые. Цветение в мае-июне, в прохладном северном климате может продолжаться в течение всего лета.
Зоны морозостойкости: 2—9[3], или 3—8[4]. Рекомендуется посадка в полутени. Почва влажная, хорошо дренированная. Зимнего замокания почвы не переносит. Удаление увядших цветков способствует повторному цветению[3][4].
- 'Candy Hearts'. Куст плотный, высотой 25—30 см, шириной 30—40 см. Листва матовая, голубовато-зелёная, или серо-зелёная. Цветки расположены над листвой, насыщенно-розовые с фиолетовым оттенком. Цветение в мае-июне, в прохладном северном климате может продолжаться в течение всего лета.
Рекомендуется посадка в полутени. Почва влажная, хорошо дренированная. Зимнего замокания почвы не переносит. Удаление увядших цветков способствует повторному цветению. Зоны морозостойкости: 3—9[5], некоторые источники относят этот сорт к зоне 5[6].